# Kareem Abdul-Jabbar
Kareem Abdul-Jabbar (születési nevén Ferdinand Lewis Alcindor Jr.; New York, 1947. április 16. –) amerikai kosárlabdázó, húsz évig a National Basketball Associationben (NBA) a Milwaukee Bucks és a Los Angeles Lakers játékosa. Centerként Abdul-Jabbar hatszor volt NBA Most Valuable Player (rekord), tizenkilencszer NBA All Star (csak LeBron James szerepelt többször), tizenötször az All-NBA csapatok tagja, illetve tizenegyszer az All-Defensive csapatok egyikének tagja. Hat NBA-győztes csapatban játszott játékosként, illetve nyert még kettőt segédedzőként is, kétszer a döntő legjobbjának választották. Pat Riley, Isiah Thomas és Julius Erving is minden idők legjobb kosárlabdázójának nevezte.
Miután New Yorkban középiskolai csapatával sorozatban 71 mérkőzést megnyert, Jerry Norman, a UCLA segédedzője felfedezte és meghívta az iskolába, ahol John Wooden alatt játszott és három nemzeti bajnokságot nyertek. 1969-ben az egyéves Milwaukee Bucks franchise választotta a draft első helyén, Alcindor hat évet töltött a csapatban. Miután 1971-ben a Bucksot elvezette története első bajnoki címéhez, felvette a Kareem Abdul-Jabbar arab nevet. 1975-ben a Bucks Los Angelesbe küldte, ahol 14 évet játszott és öt bajnoki címet nyert. 20 éves karrierje során csapatai tizennyolcszor érték el a rájátszást és tízszer jutottak az NBA-döntőbe.
1989-ben, 42 évesen vonult vissza, Abdul-Jabbar azóta is tartja a legtöbb játszott meccs (1560), a legtöbb játszott perc (57 446), a legtöbb szerzett mezőnygól (15 837) és a legtöbb győztes NBA-mérkőzés rekordját. 2023-ig tartotta a rekordot a legtöbb szerzett pontért 38 387-tel, amíg azt LeBron James meg nem döntötte. Harmadik mind a lepattanók és a blokkolt dobások kategóriájában. Az ESPN 2007-ben minden idők legjobb centerének nevezte, 2008-ban az egyetemi kosárlabda minden idők legjobb játékosának, majd 2016-ban minden idők második legjobb kosárlabdázójának (Michael Jordan mögött). Abdul-Jabbar volt ezek mellett színész, kosárlabdaedző, író és harcművész. Edzett többek között Bruce Lee alatt és szerepelt a Halálos játszma (1972) című filmben. 2012-ben Hillary Clinton külügyminiszter megválasztotta az Amerikai Egyesült Államok globális kulturális küldöttjének. 2016-ban Barack Obama átadta neki az Elnöki Szabadság-érdemrend kitüntetést.

## Az NBA előtt

### Középiskola
Ferdinand Lewis Alcindor Jr. New Yorkban született Cora Lillian és Ferdinand Lewis Alcindor Sr. egyetlen gyermekeként. Manhattan Inwood szomszédságában nőtt fel. Szokatlanul magas volt, születésekor 5,75 kg és 57 cm volt. Kilencéves korára már 172 cm volt a magassága. Nyolcadik osztályra 203 cm volt és könnyen tudott zsákolni.
Középiskolában kezdte megdönteni első rekordjait, mikor sorozatban három bajnoki címet szereztek meg és sorozatban 71 mérkőzést nyertek meg. Ekkor szerezte a The Tower from Power becenevét. Dobott pontjainak száma New York-i középiskolai rekord volt. Utolsó évére megromlott kapcsolata az edzőjével.

### Egyetem (UCLA)
Alcindor nem játszott első évében a UCLA-ben (elsőévesek nem szerepelhettek 1972-ig), de tehetsége már ismert volt. A játékos ekkor már 216 cm magas volt, 1966-ban debütált a csapatban és országos szinten ismert lett. A Sports Illustrated „új szupersztár”-nak nevezte, miután 56 pontot dobott első meccsén, amely rekordnak számított. Három éve alatt a csapat megnyert 88 meccset és csak kettőn kapott ki.

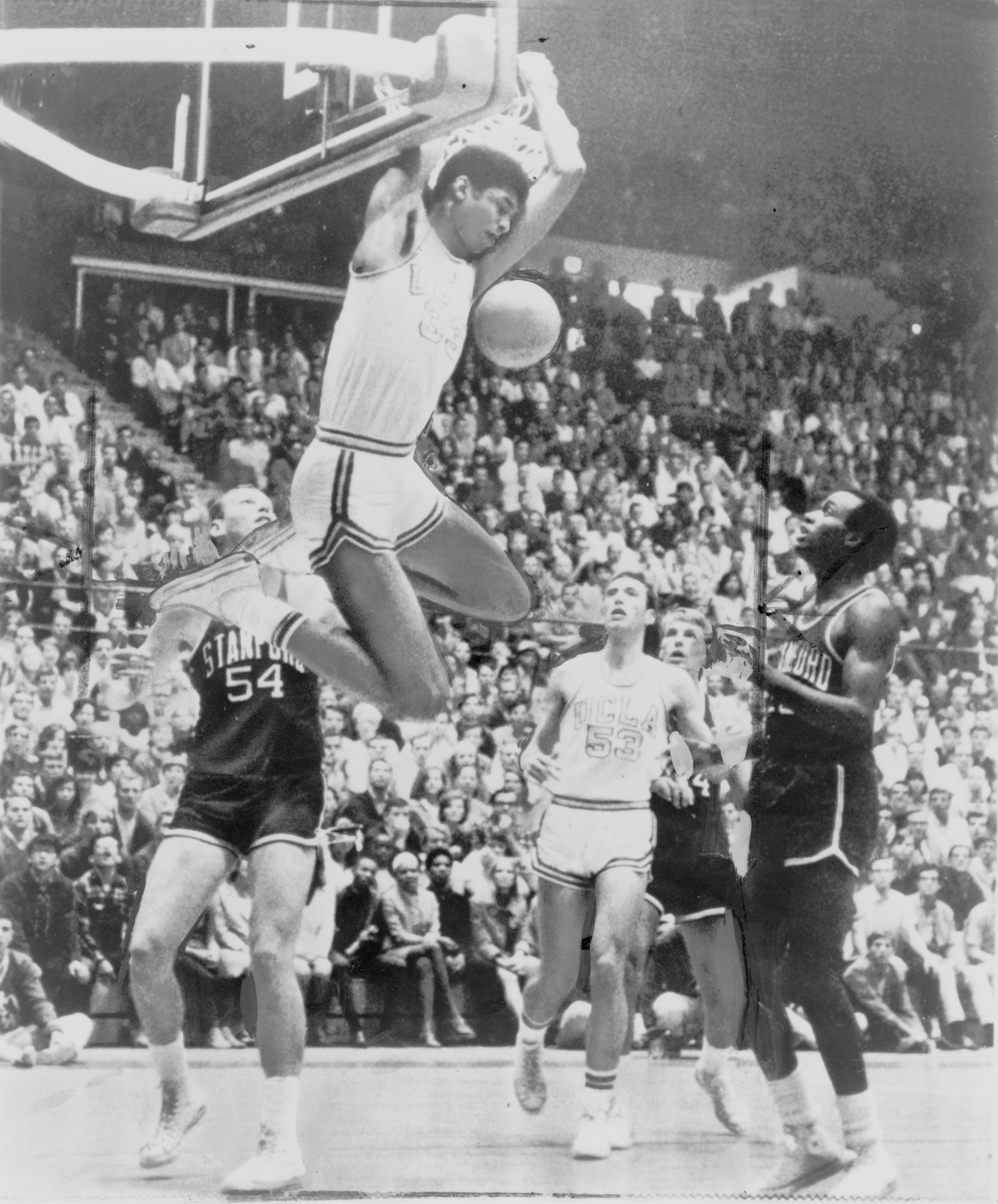
Alcindor a UCLA színeiben

Egyetemi karrierje alatt Alcindort kétszer is az év játékosának (1967, 1969) nevezték, három egymást követő évben beválasztották az All-American első csapatba (1967–1969), háromszor nyerte el az NCAA MOP díjat és elsőként kapta meg a Naismith Az év egyetemi játékosa díjat 1969-ben.
1967-ben és 1968-ban megnyerte a USBWA Az év egyetemi játékosa díjat (ma: Oscar Robertson-trófea). Az egyetlen játékos lett, aki háromszor is elnyerte a Helms Foundation Év játékosa díjat. 1965. november 27-én az elsőévesekből álló csapat legyőzte a UCLA egyetemi csapatát, amelynek következtében az utóbbi a legjobb csapatnak számított az országban, de az egyetemen csak a második volt.
1967 után Alcindor dominanciája miatt betiltották a zsákolást az egyetemi kosárlabdában. Ez a szabály majdnem egy évtizedig maradt érvényben.
Harmadéves korában szaruhártyája megsérült egy mérkőzésen, mikor Tom Henderson eltalálta egy lepattanó megszerzése közben. Ki kellett hagynia következő két mérkőzését. Játszott a Houston elleni „évszázad mérkőzésén”, amely az első nemzeti szinten közvetített egyetemi mérkőzés volt. Korábbi sérülése meg-megújult, aminek következtében szemüveget kezdett viselni mérkőzéseken.
Ebben az időszakban a játékosok nem vehettek részt az NBA-drafton, mielőtt befejezték volna négy évüket az egyetemen. Szabadidejében harcművészeteket tanult, többek között Bruce Lee alatt.

### 1968-as olimpiai bojkott és az iszlám felvétele
1968 nyarán Alcindor a katolicizmusról áttért a szunnita iszlámra. Ekkor változtatta meg nevét az arab Abdul-Jabbarra, de nyilvánosan 1971-ig nem használta. Bojkottálta az 1968-as nyári olimpiai játékokat, bár az ország kosárlabdacsapata nélküle is könnyen bajnok lett.
1972. május 2-án interjút adott a Black Journalnek a bojkottról és beszélt vallásáról is.
Ugyan bármilyen kapcsolatot tagadott a Nation of Islam szervezettel, a Sports Illustrated 1973-ban kiadott egy cikket Abdul-Jabbar kötődéseiről a csoport washingtoni tagjaihoz.

## NBA-statisztikák
A Basketball Reference adatai alapján.

### NBA

#### Alapszakasz

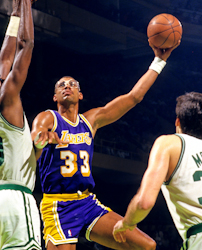
Abdul-Jabbar a Boston Celtics ellen, az 1980-as években

| Év       | Csapat             | JM    | KM  | JP/M | MG%   | 3P%  | BD%  | L/M   | GP/M | S/M | B/M  | P/M   |
| -------- | ------------------ | ----- | --- | ---- | ----- | ---- | ---- | ----- | ---- | --- | ---- | ----- |
| 1969–70  | Milwaukee Bucks    | 82    | -   | 43.1 | .518  | -    | .653 | 14.5  | 4.1  | -   | -    | 28.8  |
| 1970–71† | Milwaukee Bucks    | 82    | -   | 40.1 | .577  | -    | .690 | 16.0  | 3.3  | -   | -    | 31.7* |
| 1971–72  | Milwaukee Bucks    | 81    | -   | 44.2 | .574  | -    | .689 | 16.6  | 4.6  | -   | -    | 34.8* |
| 1972–73  | Milwaukee Bucks    | 76    | -   | 42.8 | .554  | -    | .713 | 16.1  | 5.0  | -   | -    | 30.2  |
| 1973–74  | Milwaukee Bucks    | 81    | -   | 43.8 | .539  | -    | .702 | 14.5  | 4.8  | 1.4 | 3.5  | 27.0  |
| 1974–75  | Milwaukee Bucks    | 65    | -   | 42.3 | .513  | -    | .763 | 14.0  | 4.1  | 1.0 | 3.3* | 30.0  |
| 1975–76  | Los Angeles Lakers | 82    | -   | 41.2 | .529  | -    | .703 | 16.9* | 5.0  | 1.5 | 4.1* | 27.7  |
| 1976–77  | Los Angeles Lakers | 82    | -   | 36.8 | .579* | -    | .701 | 13.3  | 3.9  | 1.2 | 3.2  | 26.2  |
| 1977–78  | Los Angeles Lakers | 62    | -   | 36.5 | .550  | -    | .783 | 12.9  | 4.3  | 1.7 | 3.0  | 25.8  |
| 1978–79  | Los Angeles Lakers | 80    | -   | 39.5 | .577  | -    | .736 | 12.8  | 5.4  | 1.0 | 4.0* | 23.8  |
| 1979–80† | Los Angeles Lakers | 82    | -   | 38.3 | .604  | .000 | .765 | 10.8  | 4.5  | 1.0 | 3.4* | 24.8  |
| 1980–81  | Los Angeles Lakers | 80    | -   | 37.2 | .574  | .000 | .766 | 10.3  | 3.4  | .7  | 2.9  | 26.2  |
| 1981–82† | Los Angeles Lakers | 76    | 76  | 35.2 | .579  | .000 | .706 | 8.7   | 3.0  | .8  | 2.7  | 23.9  |
| 1982–83  | Los Angeles Lakers | 79    | 79  | 32.3 | .588  | .000 | .749 | 7.5   | 2.5  | .8  | 2.2  | 21.8  |
| 1983–84  | Los Angeles Lakers | 80    | 80  | 32.8 | .578  | .000 | .723 | 7.3   | 2.6  | .7  | 1.8  | 21.5  |
| 1984–85† | Los Angeles Lakers | 79    | 79  | 33.3 | .599  | .000 | .732 | 7.9   | 3.2  | .8  | 2.1  | 22.0  |
| 1985–86  | Los Angeles Lakers | 79    | 79  | 33.3 | .564  | .000 | .765 | 6.1   | 3.5  | .8  | 1.6  | 23.4  |
| 1986–87† | Los Angeles Lakers | 78    | 78  | 31.3 | .564  | .333 | .714 | 6.7   | 2.6  | .6  | 1.2  | 17.5  |
| 1987–88† | Los Angeles Lakers | 80    | 80  | 28.9 | .532  | .000 | .762 | 6.0   | 1.7  | .6  | 1.2  | 14.6  |
| 1988–89  | Los Angeles Lakers | 74    | 74  | 22.9 | .475  | .000 | .739 | 4.5   | 1.0  | .5  | 1.1  | 10.1  |
| Összesen | Összesen           | 1,560 | 625 | 36.8 | .559  | .056 | .721 | 11.2  | 3.6  | .9  | 2.6  | 24.6  |
| All-Star | All-Star           | 18^   | 13  | 24.9 | .493  | .000 | .820 | 8.3   | 2.8  | .4  | 2.1  | 13.9  |

#### Rájátszás
| Év       | Csapat             | JM  | KM | JP/M | MG%  | 3P%  | BD%  | L/M  | GP/M | S/M | B/M | P/M  |
| -------- | ------------------ | --- | -- | ---- | ---- | ---- | ---- | ---- | ---- | --- | --- | ---- |
| 1970     | Milwaukee Bucks    | 10  | -  | 43.5 | .567 | -    | .733 | 16.8 | 4.1  | -   | -   | 35.2 |
| 1971†    | Milwaukee Bucks    | 14  | -  | 41.2 | .515 | -    | .673 | 17.0 | 2.5  | -   | -   | 26.6 |
| 1972     | Milwaukee Bucks    | 11  | -  | 46.4 | .437 | -    | .704 | 18.2 | 5.1  | -   | -   | 28.7 |
| 1973     | Milwaukee Bucks    | 6   | -  | 46.0 | .428 | -    | .543 | 16.2 | 2.8  | -   | -   | 22.8 |
| 1974     | Milwaukee Bucks    | 16  | -  | 47.4 | .557 | -    | .736 | 15.8 | 4.9  | 1.3 | 2.4 | 32.2 |
| 1977     | Los Angeles Lakers | 11  | -  | 42.5 | .607 | -    | .725 | 17.7 | 4.1  | 1.7 | 3.5 | 34.6 |
| 1978     | Los Angeles Lakers | 3   | -  | 44.7 | .521 | -    | .556 | 13.7 | 3.7  | .7  | 4.0 | 27.0 |
| 1979     | Los Angeles Lakers | 8   | -  | 45.9 | .579 | -    | .839 | 12.6 | 4.8  | 1.0 | 4.1 | 28.5 |
| 1980†    | Los Angeles Lakers | 15  | -  | 41.2 | .572 | -    | .790 | 12.1 | 3.1  | 1.1 | 3.9 | 31.9 |
| 1981     | Los Angeles Lakers | 3   | -  | 44.7 | .462 | -    | .714 | 16.7 | 4.0  | 1.0 | 2.7 | 26.7 |
| 1982†    | Los Angeles Lakers | 14  | -  | 35.2 | .520 | -    | .632 | 8.5  | 3.6  | 1.0 | 3.2 | 20.4 |
| 1983     | Los Angeles Lakers | 15  | -  | 39.2 | .568 | .000 | .755 | 7.7  | 2.8  | 1.1 | 3.7 | 27.1 |
| 1984     | Los Angeles Lakers | 21  | -  | 36.5 | .555 | -    | .750 | 8.2  | 3.8  | 1.1 | 2.1 | 23.9 |
| 1985†    | Los Angeles Lakers | 19  | 19 | 32.1 | .560 | -    | .777 | 8.1  | 4.0  | 1.2 | 1.9 | 21.9 |
| 1986     | Los Angeles Lakers | 14  | 14 | 34.9 | .557 | -    | .787 | 5.9  | 3.5  | 1.1 | 1.7 | 25.9 |
| 1987†    | Los Angeles Lakers | 18  | 18 | 31.1 | .530 | .000 | .795 | 6.8  | 2.0  | .4  | 1.9 | 19.2 |
| 1988†    | Los Angeles Lakers | 24  | 24 | 29.9 | .464 | .000 | .789 | 5.5  | 1.5  | .6  | 1.5 | 14.1 |
| 1989     | Los Angeles Lakers | 15  | 15 | 23.4 | .463 | -    | .721 | 3.9  | 1.3  | .3  | .7  | 11.1 |
| Összesen | Összesen           | 237 | 90 | 37.3 | .533 | .000 | .740 | 10.5 | 3.2  | 1.0 | 2.4 | 24.3 |

## Az NBA után

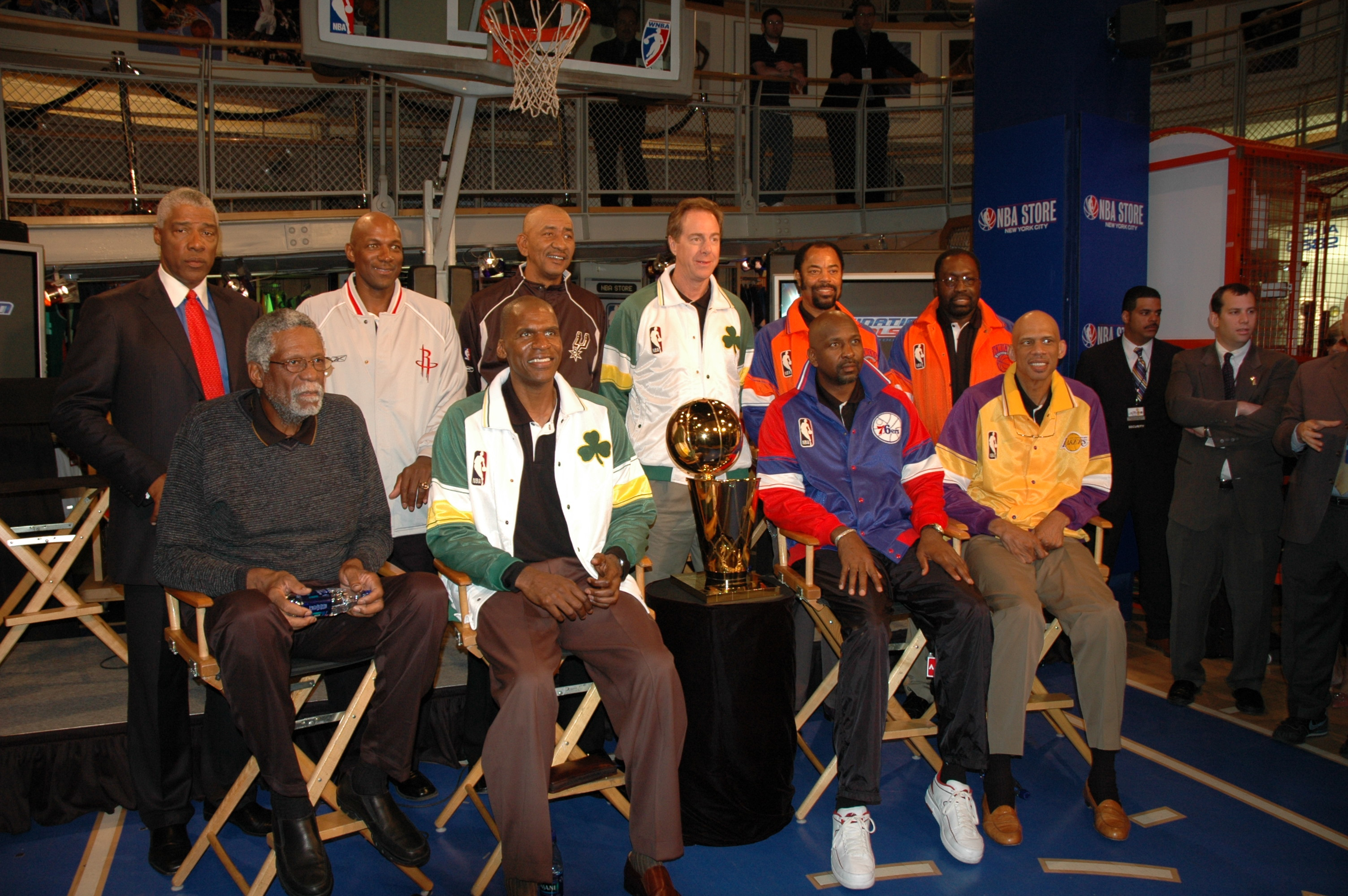
Abdul-Jabbar (jobb szélen, alsó sor) NBA-legendákkal, 2005-ben

1995 óta Abdul-Jabbar több, alacsonyabb szintű asszisztensi munkát szerzett. Asszisztens volt a Los Angeles Clippers és a Seattle SuperSonics csapatában, mentora volt Michael Olowokandinak és Jerome Jamesnek. Vezetőedzője volt 2002-ben a USBL-ben játszó Oklahoma Stormnak, és már az első évben bajnok is lett a csapattal. Ezt követően felderítőként dolgozott a New York Knicksnek. 2005 és 2011 között hat szezonra visszatért a Los Angeles Lakershöz, mint Phil Jackson asszisztense. Korai éveiben mentora volt Andrew Bynumnak.
Egyik írója a Mycroft Holmes and the Apocalypse Handbook képregénynek.

## Díjak
- 6× NBA-bajnok (1971, 1980, 1982, 1985, 1987, 1988)
- 2× NBA-döntő MVP (1971, 1985)
- 6× NBA Most Valuable Player (1971, 1972, 1974, 1976, 1977, 1980)
- 19× NBA All-Star (1970–1977, 1979–1989)
- 10× All-NBA Első csapat (1971–1974, 1976, 1977, 1980, 1981, 1984, 1986)
- 5× All-NBA Második csapat (1970, 1978, 1979, 1983, 1985)
- 5× NBA All-Defensive Első csapat (1974, 1975, 1979–1981)
- 6× NBA All-Defensive Második csapat (1970, 1971, 1976–1978, 1984)
- NBA Az év újonca (1970)
- NBA Első újonc csapat (1970)
- 2× NBA legtöbb pont (1971, 1972)
- NBA legtöbb lepattanó (1976)
- 4× NBA legtöbb blokk (1975, 1976, 1979, 1980)
- NBA's 50th Anniversary All-Time Team
- 3× NCAA-bajnok (1967–1969)
- 3× NCAA Final Four MOP (1967–1969)
- 3× Az év egyetemi játékosa (1967–1969)
- 3× Consensus All-American Első csapat (1967–1969)
- 2× Mr. Basketball USA (1964, 1965)
- 3× Parade All-American Első csapat (1963–1965)
- Elnöki Szabadság-érdemrend (2016)
- Naismith Memorial Basketball Hall of Fame (1995)

Edzőként:
- USBL-bajnok (2002)

Asszisztens edzőként:
- 2× NBA-bajnok (2009, 2010)

Visszavonultatott mezszámok:
- UCLA Bruins – 33
- Los Angeles Lakers – 33
- Milwaukee Bucks – 33

## Rekordok

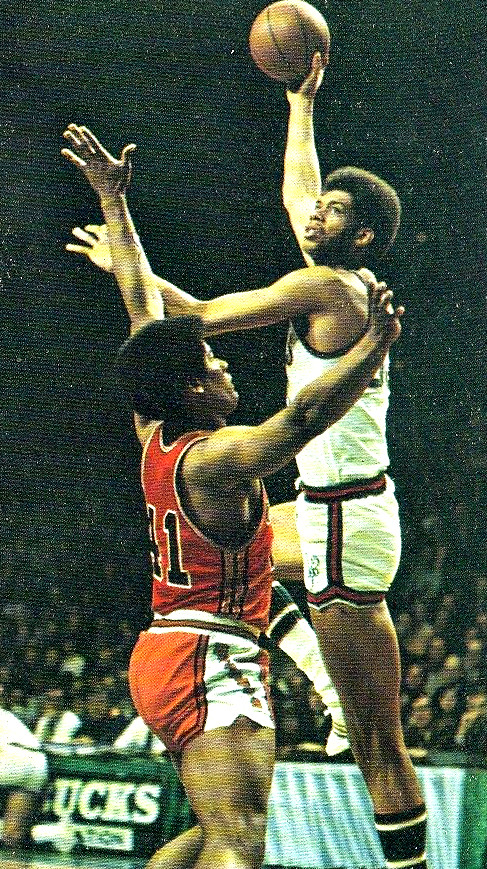
Abdul-Jabbar (jobbra), a Baltimore Bullets és Wes Unseld ellen

Alább azon rekordok szerepelnek, amelyeket mai napig Abdul-Jabbar tart, a mások által később megdöntött rekordok nem szerepelnek ezen listán.

### Egyetem
- Legtöbb átlagolt pont egy karrier alatt: 26,4
- Legtöbb mezőnygól egy karrier alatt: 943 (Don MacLeannel együtt)
- Legtöbb pont egy szezonban: 870 (1967)
- Legtöbb átlagolt pont: 29,0 (1967)
- Legtöbb mezőnygól egy szezonban: 346 (1967)
- Legtöbb büntetődobás egy meccsen: 274 (1967)
- Legtöbb pont egy meccsen: 61
- Legtöbb mezőnygól egy meccsen: 26 (vs. Washington State, 1967. február 25.)

### NBA

#### Alapszakasz
- Legtöbb játszott perc: 57 446
- Második legtöbb szerzett pont: 38 387
- Legtöbb szezon 1000+ szerzett ponttal: 19
- Legtöbb szerzett mezőnygól: 15 837
- Legtöbb megkísérelt mezőnygól: 28 307
- Legtöbb védekező lepattanó egy szezonban: 1111

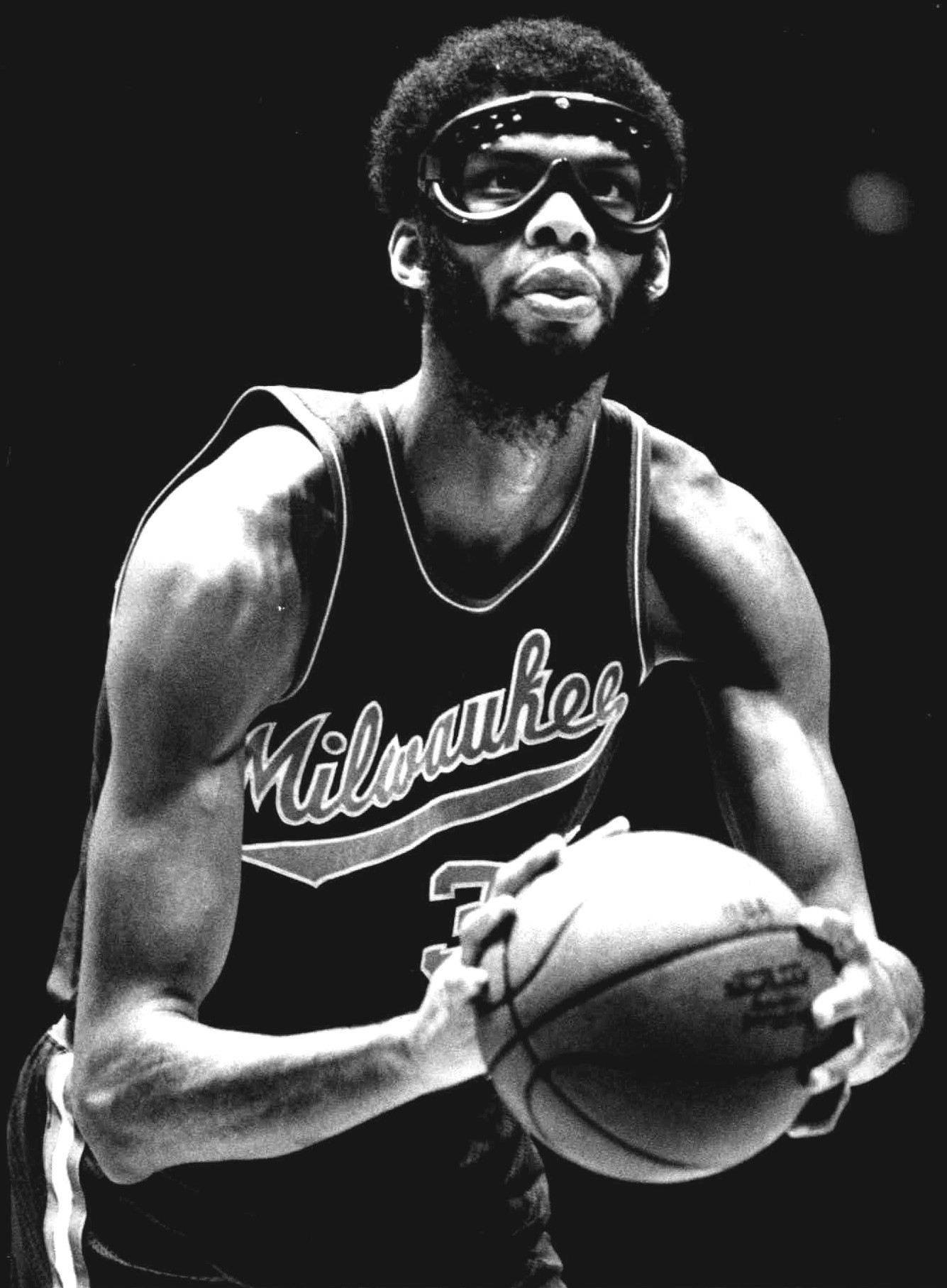
Abdul-Jabbar 1974. A center elkezdett szemüveget hordani meccsek közben, hogy védje szaruhártyáját

- Legtöbb védekező lepattanó egy meccsen: 29 (vs. Detroit Pistons, 1975. december 14.)
- Legtöbb személyi hiba: 4657

#### Rájátszás
- Legtöbb rájátszás-szereplés: 18
- Legtöbb játszott perc egy sorozatban: 345 (vs. Boston Celtics, 1974-es NBA-döntő)
- Legtöbb meccs, 7-mérkőzéses sorozatban 20 ponttal: 27
- Legtöbb szerzett mezőnygól: 2356
- Legtöbb szerzett mezőnygól egy 4-mérkőzéses sorozatban: 65 (vs. Chicago Bulls, 1974-es nyugati főcsoport-döntő)
- Legtöbb védekező lepattanó egy 4-mérkőzéses sorozatban: 62 (vs. Chicago Bulls, 1974-es nyugati főcsoport-döntő)
- Legtöbb védekező lepattanó egy 7-mérkőzéses sorozatban: 95 (vs. Golden State Warriors, 1977-es nyugati főcsoport-elődöntő)
- Legtöbb személyi hiba: 797

#### Döntő
- Legtöbb szerzett mezőnygól egy 4-mérkőzéses sorozatban: 46, (vs. Baltimore Bullets, 1971)
- Legtöbb blokk: 116

#### All Star
- Második legtöbb szereplés: 19
- Legtöbb játszott perc: 449
- Legtöbb blokk: 31
- Legtöbb személyi hiba: 57
- Legtöbb személyi hiba egy meccsen: 6 (1970)

#### Egyéb rekordok
- All-NBA csapat: 15 (Kobe Bryant, LeBron James és Tim Duncan is 15 választásnál tart)
- Legtöbb alapszakasz MVP-díj: 6
- Egyike azon öt játékosnak, akik a legtöbb blokkot és legtöbb lepattanót szerezte egy szezonban (Bill Walton, Hakeem Olajuwon, Ben Wallace, Dwight Howard)
- Egyike azon három játékosnak, aki több csapattal is megnyerte az NBA-döntő MVP-díjat (LeBron James – Cleveland Cavaliers, Los Angeles Lakers, Miami Heat; Kawhi Leonard – San Antonio Spurs, Toronto Raptors)
- Egyike azon tizennégy játékosnak, aki hatszoros NBA-bajnok
  - Scottie Pippen (6), Michael Jordan (6), Bob Cousy (6). Robert Horry (7), Frank Ramsey (7), Jim Loscutoff (7). John Havlicek (8), Satch Sanders (8), K. C. Jones (8), Tom Heinsohn (8), Steve Kerr (8, három edzőként). Sam Jones (10). Bill Russell (11).

## További információ
- Hivatalos oldal
- Kareem Abdul-Jabbar a Facebookon
- Kareem Abdul-Jabbar a PORT.hu-n (magyarul)
- Kareem Abdul-Jabbar az Internetes Szinkronadatbázisban (magyarul)
- Kareem Abdul-Jabbar az Internet Movie Database-ben (angolul)